# 1998 FS144
1998 FS144 est un objet transneptunien faisant partie des cubewanos. 

## Caractéristiques
1998 FS144 mesure environ 215 km de diamètre.